# Adriaan van der Craats
Adriaan Frederik van der Craats (Amsterdam, 11 november 1921 - Melbourne, 1995) was Engelandvaarder.

## Engelandvaart
Addy van der Craats was matroos en wist hoe een kompas werkte. Zo werd hij meegevraagd om met een gezelschap van acht anderen mee te varen naar Engeland. Aan boord waren Jan Bastiaan, het joodse echtpaar Greta Cato Levi-Mendels (1910) en Abraham Levi (1910) uit Assen, Johannes Jansen, de 47-jarige oud-militair Walrave van Krimpen (1894-1943), Theo Daalhuyzen (1917), Gerardus van Asch (1922) en Ton Loontjens (1922).
Van Krimpen wist dat er een reddingsvlet van de Zuid-Hollandsche Maatschappij tot Redding van Schipbreukelingen geleend kon worden. De vlet lag in de rijkshaven van Hoek van Holland en was met een ketting aan een Duits oorlogsschip vastgemaakt maar samen met Bastiaan en Van der Craats slaagde Van Krimpen erin de vlet los te maken. Daarna namen zij de vlet mee naar een rijnaak waar de andere vijf passagiers instapten.
Op donderdag 19 november 1941 begon de overtocht. Met peddels en met behulp van het tij bereikten ze de hoofden van de Nieuwe Waterweg. Toen ze de motor wilden starten bleek dat de Duitsers de bougies hadden verwijderd. Na enig zoeken bleken ze nog aan boord te liggen. Later begaf de motor het, de brandstof was opgeraakt evenals het drinkwater. Ze wisten niet waar ze zich op de Noordzee bevonden. Na 68 uren op zee kwamen ze een vissersboot tegen, die gelukkig Engels bleek te zijn. Ze peddelden naar de kust en landden bij Margate, waar de kustwacht hen arresteerde en naar het Herne Bay politiestation bracht. De volgende dag werden ze met een bus naar Londen gebracht. Na een verhoor van vier dagen werden ze vrijgelaten en konden ze per radio doorgeven dat "Big John en Little John" goed waren aangekomen. 

## Na de oorlog
Van der Craats en Bastiaan bleven na de oorlog bij de Marine. Zo kwamen zij in Australië twee meisjes mee waarmee ze trouwden en in Melbourne gingen wonen. Ze spraken nooit over de oorlog. De dochter van Van der Craats hoorde de verhalen pas tijdens familiebezoek in Nederland.

## Onderscheiden
- Bronzen Kruis[2][3]